# Rio Santa Rosa (Tibaji)
Der Rio Santa Rosa ist ein etwa 37 km langer linker Nebenfluss des Rio Tibaji im Inneren des brasilianischen Bundesstaats Paraná.

## Geografie

### Lage
Das Einzugsgebiet des Rio Santa Rosa befindet sich auf dem Segundo Planalto Paranaense (Zweite oder Ponta-Grossa-Hochebene von Paraná).

### Verlauf
Sein Quellgebiet liegt im Munizip Tibagi auf 1.021 m Meereshöhe etwa 6 km östlich der Ortschaft Caetano Mendes in der Nähe der Rodovia do Café (BR-376). 
Der Fluss verläuft in nordöstlicher Richtung. Er mündet auf 687 m Höhe von links in den Rio Tibaji. Er ist etwa 37 km lang.

### Munizipien im Einzugsgebiet
Der Rio Santa Rosa verläuft vollständig innerhalb des Munizips Tibagi.